# 博山寺
博山寺，全称为博山能仁禅寺，位于江西省广丰县洋口镇博山村。
始建于唐开元年间，明代为历史全盛期，隆庆年间毁于火，万历年间重建，天启元年（1621年）建成大殿、藏经阁、法堂、禅堂等12栋24厅，铸成释迦牟尼铜佛、护法韦陀铜像、铜香炉、铜钟，最著名的是11口铜钟。据说共用了三万六千斤铜。故曾有民谣：“广丰虽然穷，有三万六千斤赤宝铜”。晚明时曾誉为“天下第二丛林”。此后，博山寺屡建屡毁，至1952年，寺内还保存有31间楼、殿、堂屋，面积1104平方米。文革期间殿堂、佛像、铜钟、法器或毁、或焚、或洗劫一空。1986年后新建成殿宇厅堂10多间，镂金佛像几十具，赵朴初题写寺名“能仁禅寺”，稍现昔日气象。博山能仁禅寺以其曹洞博山一系在中国佛教史上具有一定的地位。
绕床饥鼠 蝙蝠翻灯舞 屋上松风吹急雨 破纸窗间自语

南宋词人辛弃疾晚年闲居上饶、铅山时，多次到此游览，并在博山建“稼轩书舍”。博山寺侧有辛弃疾读书处，今存遗址。